# Semerchet
Semerchet, též Semsu, dle Manehta Semempsés byl předposledním egyptským panovníkem 1. dynastie. Vládl přibližně v letech 2886/2836–2878/2828 př. n. l.
Byl to soupeř krále Adžiba, kterého také na trůně vystřídal. O bojích mezi nimi není pochyb. Díky excerptům z Manehta v díle Iulia Afrikana víme, že byl Egypt v době Semerchetova panování postižen velkou pohromou.
Nikdo neví, kde je Semerchet pohřben. Byla nalezena pouze jeho symbolická hrobka na pohřebišti v Abydu. Hrobku tvoří hluboká jáma, kterou původně překrývaly dřevěné trámy. Nad tuto jámu byl později dovršen náhrobek, jeho půdorys měl rozměry asi 29×21 metrů. Pod ním bylo nalezeno mimo jiné více než 40 hrobů, kde byly nalezeny ostatky králových otroků a sluhů.